# Mark Ronson
Mark Ronson, rodným jménem Mark Daniel Ronson (* 4. září 1975), je anglický hudebník a hudební producent. Blízce spolupracoval se zpěvačkou Amy Winehouse; byl producentem jejího alba Back to Black z roku 2006. Dále spolupracoval s mnoha dalšími hudebníky, jako jsou například Christina Aguilera (Back to Basics, 2006), Lily Allen (Alright, Still, 2006), Adele (19, 2008) nebo Bruno Mars (Unorthodox Jukebox, 2012). V roce 2013 byl jedním z producentů alba Paula McCartneyho nazvaného New  a v roce 2016 se stal hlavním producentem na desce Lady Gaga Joanne. Rovněž vydal tři sólová alba Here Comes the Fuzz (2003), Version (2007) a Record Collection (2010).

## Sólová diskografie
- Here Comes the Fuzz (2003)
- Version (2007)
- Record Collection (2010)